# فسفوپروتئین

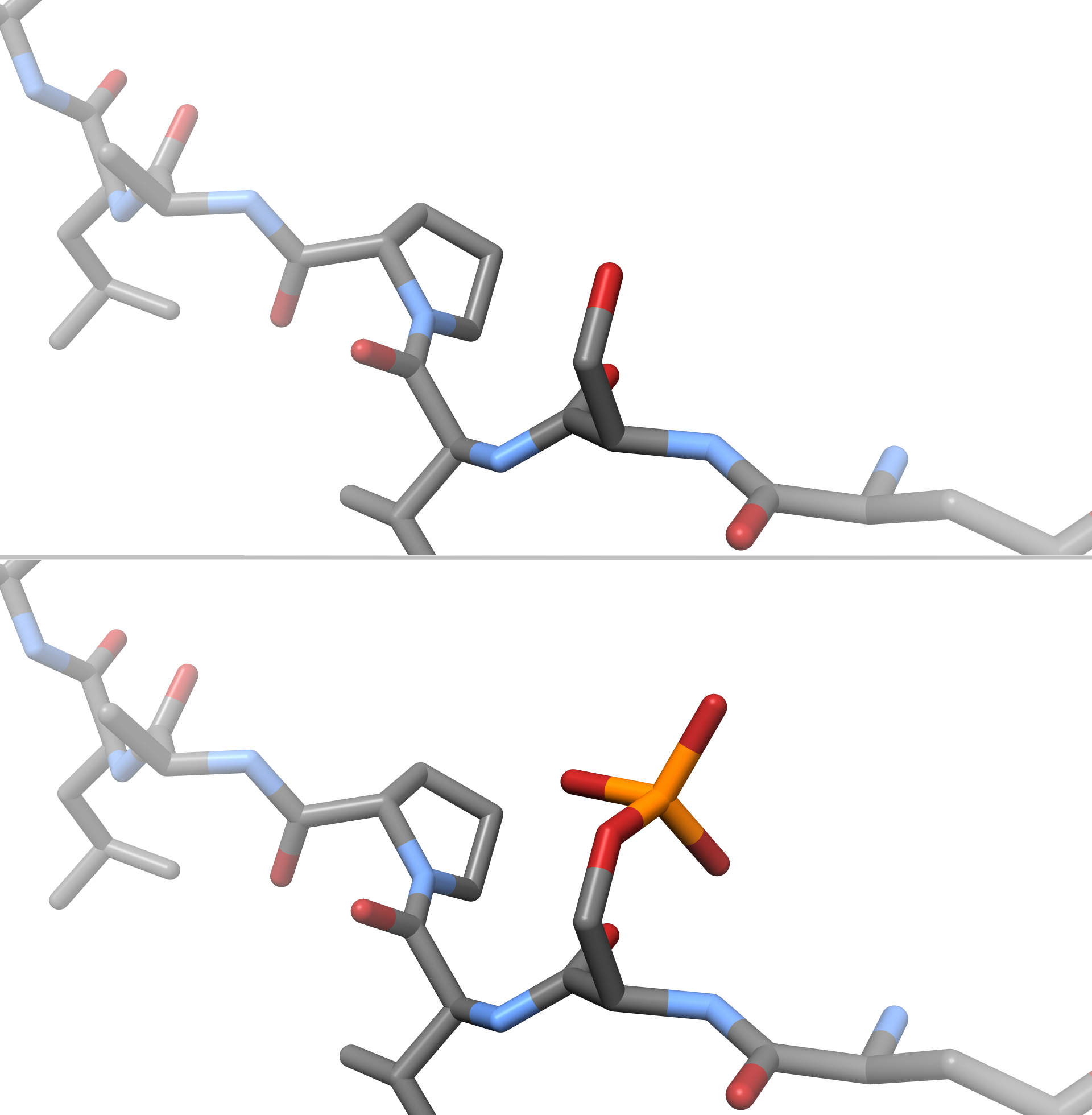
سرین در یک زنجیره آمینو اسید، قبل و بعد از فسفوریلاسیون.

فسفوپروتئین (انگلیسی: Phosphoprotein) پروتئینی است که در مرحلهٔ پیرایش پساترجمه‌ای یک عاملِ فسفات یا یک کمپلکس ملکولی همچون ۵'-فسفو-DNA
دریافت می‌دارد.
اسید آمینه هدف در یوکاریوت‌ها بیشتر، باقی‌مانده‌های سرین، ترئونین و تیروزین و در پروکاریوت‌ها بیشتر، باقی‌مانده‌های اسید آسپارتیک و هیستیدین است.

## عملکرد بیولوژیک
فرایند فسفرگیری پروتئین‌ها در سلول، یکی از مکانیسم‌های تنظیمی مهم آن محسوب می‌شود.

## اهمیت بالینی
پیشنهاد شده تا از فسفوپروتئین‌ها به‌عنوانِ نشانگر زیستی در تشخیص سرطان پستان استفاده شود.